# Kurt Thein
Kurt Thein ist ein ehemaliger deutscher Fußballspieler, der 1949 für die SG Fortuna Erfurt spielte.

## Thein als Fußballspieler
Thein wurde 1949 mit der SG Fortuna Erfurt Thüringer Fußballmeister. Die SG Fortuna hatte sich damit für die Fußball-Ostzonenmeisterschaft 1949 qualifiziert und erreichte das Endspiel. Mit Kurt Thein als linkem Außenstürmer traf sie auf die ZSG Union Halle und unterlag mit 1:4. Als Vizemeister erhielten die Erfurter das Startrecht für die neu eingerichtete ostdeutsche Fußball-Zonenliga, die 1949/50 ihre erste Saison absolvierte. Thein gehörte dem Aufgebot der Erfurter, die inzwischen als BSG KWU antraten, nicht mehr an und erschien auch nicht mehr im höherklassigen Fußball.